# L’Àgora
L’Àgora (ˈlaɣoɾa, spanisch El Ágora) ist ein multifunktionelles Gebäude in der Ciudad de las Artes y de las Ciencias in Valencia, Spanien. Das Gebäude wird als Austragungsort verschiedener sportlicher und kultureller Veranstaltungen genutzt. Es wurde wie die meisten anderen Gebäude in der „Stadt der Künste und Wissenschaften“ vom valencianischen Architekten Santiago Calatrava entworfen und wurde im November 2009 als bisher letztes Gebäude des neuen Stadtteils eröffnet. Das elliptische Gebäude ist in geschlossenem Zustand 70 Meter hoch und auf einer Gesamtfläche von 4.811 m² bietet es je nach Sitzanordnung Platz für maximal 6.075 Besucher.
Nach seiner Eröffnung wurde das Àgora Austragungsort des internationalen Tennisturniers Valencia Open, des Freestyle Burn Spanish Cup (2010) und zahlreicher weiterer Veranstaltungen, wie z. B. Konzerte, Kongresse, Ausstellungen, Messen und Clubbings. In der Weihnachtszeit wurde das Gebäude auch als Eislaufplatz genutzt.
Im Zuge der spanischen Wirtschaftskrise, in der die Region Valencia ihre Zahlungsunfähigkeit verkünden musste, wurde das Àgora 2014 für mehrere Jahre geschlossen.